# Parafia św. Maksymiliana Marii Kolbego w Olchowcu
Parafia św. Maksymiliana Marii Kolbego w Olchowcu – parafia rzymskokatolicka, znajdująca się w archidiecezji lubelskiej, w dekanacie Turobin. 
Według stanu na miesiąc luty 2017 liczba wiernych w parafii wynosiła 950 osób.